# Peritrichia albovillosa
Peritrichia albovillosa är en skalbaggsart som beskrevs av Schein 1959. Peritrichia albovillosa ingår i släktet Peritrichia och familjen Melolonthidae. Inga underarter finns listade i Catalogue of Life.